# The Narrow Way
«The Narrow Way» (с англ. — «Узкая дорожка») — трёхчастная композиция группы Pink Floyd с альбома 1969 года Ummagumma, написанная и исполненная Дэвидом Гилмором. Представлена на диске со студийными записями на второй стороне LP первым по счёту треком перед «The Grand Vizier’s Garden Party», Parts 1—3.
Композиция является сольной работой гитариста Дэвида Гилмора, созданной в рамках идеи разделения студийного диска Ummagumma на четыре части и предоставления каждому из участников группы права самостоятельного творчества на своей части без каких-либо ограничений. Дэвид Гилмор просил Роджера Уотерса помочь написать текст к этой композиции, но тот отказался.

## Исполнение на концертах
На концертах группы исполнялись первая и третья части композиции «The Narrow Way». Первая часть под названием «Baby Blue Shuffle in D Major» была сыграна в декабре 1968 года на студии BBC, третья часть под названием «The Narrow Way» помимо того, что исполнялась для BBC в мае 1968 года, использовалась Pink Floyd в концертном туре The Man and The Journey (как часть сюиты «The Journey»).

## Части композиции
Композиция «The Narrow Way» разделена на три части. Первая часть — инструментальная — исполнена на акустической гитаре с наложением глиссандо и высоких нот электрогитары, вторая часть — также инструментальная, основой её является партия, исполненная Гилмором на электрогитаре. Звуки, воспроизводимые на синтезаторе Муга, связывают вторую часть с третьей, в которой помимо гитарных партий, Гилмор исполняет вокальную партию и играет на ударных:
1. «The Narrow Way», Part 1 — 0:00—3:27.
2. «The Narrow Way», Part 2 — 3:27—6:20.
3. «The Narrow Way», Part 3 — 6:20—12:17.

## Участники записи
- Дэвид Гилмор — гитара, синтезатор Муга, ударные, вокал;